# Le nevi del Kilimangiaro (film 2011)
Le nevi del Kilimangiaro (Les Neiges du Kilimandjaro) è un film del 2011 diretto da Robert Guédiguian.
La canzone del 1966 che accompagna il film, a cui dà anche il titolo, è interpretata da Pascal Danel.
Il soggetto, sceneggiato da Guédiguian e Jean-Louis Milesi, è ispirato al poema Les pauvres gens di Victor Hugo.
Il film è stato presentato nella sezione Un Certain Regard del 64º Festival di Cannes.

## Trama
Porto di Marsiglia. La crisi nel settore ha costretto i lavoratori portuali ad un drammatico accordo sindacale in base al quale con un'estrazione a sorte si è determinato il licenziamento di venti operai. Tra gli estratti c'è proprio Michel, uno dei capi del sindacato per il quale, vista l'età, difficilmente sarà possibile trovare un nuovo lavoro.
Nella grande festa per i trent'anni di matrimonio Michel e sua moglie Marie-Claire ricevono come regalo del denaro e due biglietti per un viaggio di una settimana in Tanzania. Qualche sera dopo, mentre sono in casa a giocare a carte con la sorella di lei, Denise, e suo marito Raoul, amico fraterno di Michel, sono aggrediti da due uomini armati che li picchiano e li derubano dei biglietti, dei contanti e delle carte di credito. Oltre al danno economico, i quattro devono fare i conti con lo choc che lascia conseguenze in particolare su Denise.
Michel, mentre è in giro cercando un lavoro, grazie a un dettaglio riesce a risalire ad uno dei suoi rapinatori. Si tratta di Christophe, un giovane ex collega presente alla sua festa, come lui senza lavoro dopo l'estrazione. Denunciato, viene subito arrestato e condannato a diversi anni di reclusione. Dopo l'iniziale sete di giustizia mista a vendetta (Michel, con il consenso del commissario, arriva a mettere le mani addosso ad uno strafottente Christophe) la pietà ha il sopravvento.
I due fratellini di Christophe che avevano come unico sostegno il fratello, sono infatti in uno stato di semiabbandono e Michel e Marie Claire, l'uno all'insaputa dell'altro, si adoperano per aiutarli. Dopo essersi interrogati sul loro passato e il loro presente, giungono entrambi alla conclusione che la scelta giusta da fare è prendere in casa con loro i due fratelli. Vinta l'iniziale riluttanza dei figli, Michel e Marie-Claire riscuotono anche l'approvazione di Raoul e Denise insieme ai quali, così, si può tornare ad una serenità che sembrava irrimediabilmente compromessa.

## Riconoscimenti
- Premio LUX 2011
- Premi Lumière 2012: migliore sceneggiatura